# Горки (присілок, місто Клин)
Горки (рос. Горки) — присілок у міському поселенні Високовськ Клинського району Московської області, Російська Федерація.
Станом на 2006 рік населення становило 56 осіб, в 2010 році — 62 особи.